# Glypticidae
De Glypticidae zijn een familie van uitgestorven zee-egels (Echinoidea) uit de orde Arbacioida.

## Geslachten
- Acrosaster Lambert, 1910 †
- Atopechinus Thiéry, 1928 †
- Brochechinus Lambert & Thiéry, 1908 †
- Glypticus L. Agassiz, 1840 †
- Masrouraster Vadet, Nicolleau & Reboul, 2008 †
- Pleiocyphus Pomel, 1883 †
- Pleurodiadema de Loriol, 1870 †